# Cavo
Cavo — американская рок-группа, сформировавшаяся в 2001 году и выпустившая 4 лонгплея.

## История
В конце 2000 года гитарист Крис Хоббс, басист Райан Кемп и барабанщик Чад ЛаРой начали поиск вокалиста. Их музыкальные сотоварищи Скотт Джерткен и Рич Крибом из Modern Day Zero предложили на эту кандидатуру Кейси Уолкера. После прослушивания он влился в состав группы в марте 2001 года. Это время и считается датой образования Hollow. Ближе к концу 2001 года к группе примыкает второй гитарист — Майк Томас. Парни записывают демо, в которое входят песни «Fallen», «State of Mind» и «Unsung». В это же время группа меняет своё название на Cavo, что означает то же самое что «Hollow» (пустота), только на латыни.
В 2002 году на Bullet 339 Records выходит первый релиз группы — EP-альбом «A Space to Fill». 2 песни с мини-альбома выпускаются в качестве синглов — «Say again» и «Unsung», и получают ротацию на радио. Далее Cavo начинают выступать со своими друзьями Modern Day Zero, тогда же и появляются первые фанаты группы.
Следующий релиз группы будет только в 2006 году — им станет студийный альбом «The Painful Art of Letting Go». В это же время Райан Кемп покинет коллектив, на его смену придет Брайан Смит.
В 2008 году выйдет EP «Champagne», который получит известность в США. Одноименная песня получит ротацию на 105.7 KPNT в Сент-Луисе и станет хитом , а в 2009 году выйдет в качестве сингла и возглавит чарт Hot Mainstream Rock Tracks. Такой успех позволил группе открывать шоу, в том числе выступить на разогреве у Stone Temple Pilots.
11 августа 2009 выходит второй студийный альбом Cavo — «Bright Nights, Dark Days» уже на Warner Bros. Records. Пластинка дебютировала на 47 месте национального чарта Billboard 200, далее вышли синглы «Crash» и «Let It Go», последний попал в саундтрек к фильму Трансформеры: Месть падших.
За свою карьеру группа успела дать туры с группами Halestorm, The Veer Union, Rev Theory, Red, Framing Hanley, Shinedown, Sick Puppies и Adelitas Way, выступить на «Cruefest» и по состоянию на март 2010 года находится в турне с Puddle of Mudd, Chevelle, Daughtry, и Lifehouse.

## Состав
- Chris Hobbs — ритм-гитара, бэк-вокал
- Chad La Roy — ударные
- Casey Walker — вокал
- Ryan Kemp (2001—2006) — бас-гитара
- Mike Tomas — лид-гитара
- Brian Smith (c 2006) — бас-гитара, бэк-вокал

## Дискография

### Студийные Альбомы
| Год  | Название                      | Лейбл                | Позиция | Позиция | Позиция | Позиция      |
| Год  | Название                      | Лейбл                | US 200  | US Rock | US Alt  | US Hard Rock |
| ---- | ----------------------------- | -------------------- | ------- | ------- | ------- | ------------ |
| 2006 | The Painful Art of Letting Go | Bullet 339 Records   | —       | —       | —       | —            |
| 2009 | Bright Nights Dark Days       | Reprise Records      | 47      | 13      | 10      | 3            |
| 2012 | Thick as Thieves              | Eleven Seven         | 96      | 34      | 21      | —            |
| 2016 | Bridges                       | Eleven Seven Records |         |         |         |              |

### Мини-альбомы
| Год  | Название        | Лейбл              |
| ---- | --------------- | ------------------ |
| 2002 | A Space to Fill | Bullet 339 Records |
| 2008 | Champagne       | Bullet 339 Records |
| 2010 | Crash Live      | Reprise Records    |
| 2023 | The Shakes      |                    |

### Синглы
| Год  | Название           | Чарты | Чарты    | Чарты   | Чарты   | Чарты    | Альбом                  |
| Год  | Название           | US    | US Main. | US Alt. | US Rock | US Adult | Альбом                  |
| ---- | ------------------ | ----- | -------- | ------- | ------- | -------- | ----------------------- |
| 2009 | «Champagne»        | 109   | 1        | 22      | 8       | —        | Bright Nights Dark Days |
| 2009 | «Crash»            | —     | 6        | 40      | 20      | —        | Bright Nights Dark Days |
| 2010 | «Let It Go»        | —     | —        | —       | —       | 28       | Bright Nights Dark Days |
| 2010 | «My Little Secret» | —     | —        | —       | —       | —        | Bright Nights Dark Days |
| 2010 | «Blame»            | —     | —        | —       | —       | —        | Bright Nights Dark Days |